# Catantopoides minutissimus
Catantopoides minutissimus is een rechtvleugelig insect uit de familie veldsprinkhanen (Acrididae). De wetenschappelijke naam van deze soort is voor het eerst geldig gepubliceerd in 1990 door Johnsen.
1. ↑  (en) Catantopoides minutissimus op de IUCN Red List of Threatened Species.